# سیارک ۷۳۵۱۱
سیارک ۷۳۵۱۱ (به انگلیسی: 73511 Lovas، نامگذاری:2002YD3) هفتاد و سه هزار و پانصد و یازدهمین سیارک کشف شده‌است که در ۲۵ دسامبر ۲۰۰۲ کشف شد.